# Denisse van Lamoen
Denisse Astrid van Lamoen Gómez (Arica, 12 de setembre de 1979) és una ex-esportista xilena que va competir en tir amb arc. Va ser campiona mundial de la seva especialitat el 2011.

## Biografia

### Inicis
Van Lamoen va néixer a Arica, el 12 de setembre de 1979. El 1993, quan només tenia 13 anys, va començar a practicar el tir amb arc, i des de 1996, amb 17, va començar a competir professionalment en aquesta disciplina. Aquest mateix any va guanyar quatre medalles d'or i una de bronze en el XIII Campionat de les Amèriques realitzat a Ciutat de Mèxic, i va ser campiona en el III Campionat Sud-americà realitzat a Rio de Janeiro. El 1999 va aconseguir el segon lloc en els XIII Jocs Panamericans, celebrats a Winnipeg, Canadà.
El 2000 es va casar amb el metge Norman MacMillan, matrimoni que va durar només 3 anys. Aquest mateix any es va convertir en la primera xilena a participar olímpicament en la disciplina de tir amb arc, quan es va classificar pels Jocs Olímpics de Sydney. No obstant això va tenir una breu i no gaire lúcida participació en la cita olímpica, doncs en la ronda de doble 70 (dues rondes de 36 fletxes a 70 metres de distància) va obtenir 605 punts, deixant-la en el lloc 52 de la classificació general, i en la ronda d'eliminació va haver d'enfrontar-se a la japonesa Sayoko Kawauchi (sisena en la classificació amb 654 punts), perdent la trobada per 151 a 146.

### Dopatge, èxits i fracassos posteriors (2002-2010)
El 2002 va tenir una brillant participació en els VII Jocs Sud-americans celebrats a Brasil, on va obtenir 7 medalles (6 d'or i 1 de plata). No obstant això, tot es veuria opacat per un control de dopatge que va resultar positiu en amfetamina, la qual cosa va ser desqualificada i va haver de retornar totes les medalles guanyades. A pesar que la Federació Xilena de Tir amb Arc (Fechta) va multar a Van Lamoen amb una suspensió per un any, la Federació Internacional de Tir amb Arc (FITA) va decidir ampliar el càstig a dos anys, decisió a la qual va apel·lar l'esportista a causa que aquest càstig excedia el reglament internacional. Va presentar un recurs de protecció davant la Cort d'Apel·lacions de Santiago, que va ser acollida. Després d'un error de la Cort Suprema, la Fechta va rebaixar també el seu càstig inicial d'un any a sis mesos.
Va acabar cinquena als XIV Jocs Panamericans de Santo Domingo de 2003. Al Panamericà de tir amb arc de 2004, celebrat a Veneçuela, Van Lamoen va aconseguir guanyar quatre medalles d'or i una de plata, imposant 4 rècords Panamericans, que recentment van ser superats l'any 2010. Malgrat això no va poder participar representant a Xile als Jocs Olímpics d'Atenes, ja que l'equip de Mèxic va omplir la vacant a la qual aspirava Van Lamoen. El 2006 va aconseguir dues medalles d'or als VIII Jocs Sud-americans. Als XV Jocs Panamericans de Rio de Janeiro 2007 va arribar a vuitens de final, on va ser eliminada per l'estatunidenca Jennifer Nichols.
Després d'un recés de dos anys per estudis, Van Lamoen va tornar el 2009, batent quatre rècords xilens. El gener de 2010 es va classificar per participar en els IX Jocs Sud-americans d'aquest any, realitzats a Medellín, on va obtenir una medalla de bronze en 30 metres amb una marca de 343 punts i una altra medalla de bronze en la ronda d'eliminació, on va vèncer la colombiana Ana María Rendón per un curt avantatge de 99 a 98.

### Campiona mundial (2011)
Al Campionat mundial de tir amb arc a l'aire lliure de 2011, realitzat a Torí, Itàlia, Van Lamoen va aconseguir una històrica medalla d'or en la categoria d'arc corb. Van Lamoen va començar la seva participació aconseguint el lloc número 36 amb 1320 punts en la ronda de Classificació FITA. Posteriorment es va enfrontar a l'espanyola Helena Fernández en primera ronda, que va vèncer per 5-6, a la búlgara Dobromira Dalainova en segona, que va vèncer per 7-3, i en la tercera ronda a la taiwanesa Chieh-Ying Li, que va derrotar per 6-2. Va classificar a vuitens de final, on es va enfrontar a l'estatunidenca Khatuna Lorig, aconseguint la victòria per 7-3, passant als quarts de final on es va enfrontar a la georgiana Khatuna Narimanidze, a qui va vèncer per 6-0. En la semifinal es va enfrontar a la francesa Berengere Schuh, a qui va guanyar per 6-2, mentre que en la final es va enfrontar a la representant de Geòrgia, Kristine Esebua. Amb aquest triomf, Van Lamoen es va classificar als Jocs Olímpics de Londres 2012, i es va convertir en la primera xilena medallista d'or mundial en les disciplines olímpiques d'aquest esport en l'era professional.

### Resultats posteriors i preparació a Londres 2012 (2011-2012)
Al mes de juliol de 2011, es van celebrar a Veneçuela els IV Jocs de l'ALBA, on Van Lamoen va tenir una destacada participació, aconseguint adjudicar-se cinc medalles d'or (30, 50, 60 i 70 metres, a més de la ronda FITA, on va obtenir 1333 punts, trencant una nova marca nacional), dues de plata (equip femení i en la ronda olímpica sent vençuda per l'argentina María Gabriela Goñi per 5-6) i una de bronze (equípo mixt).
A l'octubre de 2011, Van Lamoen va participar en els Jocs Panamericans de 2011 celebrats a Guadalajara, Mèxic, però no va arribar en òptimes condicions, ja que, a més de la bursitis en la seva espatlla esquerra, dos dies abans de la competició va sofrir el trencament d'una de les pales del seu arc. Malgrat això en la ronda de classificació va acabar novena amb 1280 punts, sent eliminada en els quarts de final per la mexicana Alejandra Valencia per 5-6, i sisens en la competència per equips en la primera ronda, sent eliminades en la segona ronda per l'equip dels Estats Units per 201-202.
Al desembre de 2011, va rebre el Premi al millor esportista de Xile, lliurat pel Cercle de Periodistes Esportius de Xile, pel seu assoliment per haver obtingut el Campionat Mundial de Tir amb arc de 2011.
Durant el mes de maig de 2012, va participar en el XX Campionat Panamericà de Tir amb arc celebrat a Ciutat Merliot, El Salvador, on va destacar aconseguint en la ronda FITA cinc medalles, una plata (50 metres) i quatre medalles d'or (70,60,30 i la ronda FITA amb 1333, igualant la seva millor marca personal), al costat d'això es va adjudicar el segon lloc en la ronda per equips mixt, juntament amb Guillermo Aguilar Gimpel i finalment es va coronar campiona panamericana vencent en la final de la ronda d'eliminació a Ana María Rendón per la definició de fletxa de desempat (Rendón 9, Van Lamoen 10).

### Jocs Olímpics de 2012
El 27 de juny de 2012, i mitjançant votació popular, va ser escollida com la banderera de la delegació xilena pels Jocs Olímpics de Londres 2012, apareixent en la cerimònia d'obertura dels Jocs, realitzada el 27 de juliol, vestida amb un vestit típic del seu país.
En la ronda classificatòria va acabar en el lloc 31 de la ronda doble 70 amb 645 punts, en la ronda d'eliminació va caure contundentment davant de la georgiana Kristine Esebua per 6-0, finalitzant en el lloc 33 de la classificació general i acabant així la seva participació olímpica.

### Retir (2014)
El gener de 2014, van Lamoen va sofrir una caiguda a casa seva que li va provocar una lesió i li va impedir entrenar amb normalitat. A causa d'això, l'esportista no va poder participar en l'etapa classificatòria dels Jocs Sud-americans de Santiago 2014. Posteriorment, al març de 2014, l'arquera va anunciar retirar-se de l'esport per poder reprendre els seus estudis de Dret a la Universitat Andrés Bello. Segons van Lamoen, la decisió es va deure a raons econòmiques, ja que el títol universitari li atorgaria major estabilitat que l'esport. Des de 2016, treballa a la Fiscalia Regional Metropolitana Centre-Nord.

## Cronologia de resultats[27]
| Torneig           | 1996 | 1997 | 1998 | 1999 | 2000 | 2001 | 2002 | 2003 | 2004 | 2005 | 2006 | 2007 | 2008 | 2009 | 2010 | 2011 | 2012 | 2013 | 2014 | T |
| ----------------- | ---- | ---- | ---- | ---- | ---- | ---- | ---- | ---- | ---- | ---- | ---- | ---- | ---- | ---- | ---- | ---- | ---- | ---- | ---- | - |
| Jocs Olímpics     |      |      |      |      | 54a  |      |      |      | DNQ  |      |      |      | DNQ  |      |      |      | 33a  |      |      | 0 |
| Jocs Panamericans |      |      |      | 2a   |      |      |      | 5a   |      |      |      | 16a  |      |      |      | 5a   |      |      |      | 0 |
| Campionat Mundial |      |      |      |      |      |      |      |      |      |      |      | 81a  |      |      |      | 1a   |      |      |      | 1 |
| Copa del Món      |      |      |      |      |      |      |      |      |      |      |      |      |      |      |      |      |      |      |      |   |
| Etapa 1           |      |      |      |      |      |      |      |      |      |      |      |      |      |      |      | 57a  | 17a  |      |      | 0 |
| Etapa 2           |      |      |      |      |      |      |      |      |      |      |      | 12a  |      |      |      |      | 33a  |      |      | 0 |
| Etapa 3           |      |      |      |      |      |      |      |      |      |      |      | 58a  |      |      | 33a  | 17a  | 17a  |      |      | 0 |
| Etapa 4           |      |      |      |      |      |      |      |      |      |      |      |      |      |      | 33a  | 17a  |      |      |      | 0 |
| Etapa Final       |      |      |      |      |      |      |      |      |      |      |      | DNQ  |      |      | DNQ  | DNQ  | DNQ  |      |      | 0 |